# Vojača
Vojača (Lug, Rama? 1417. – prije 1461.) je bila bosanska kraljica kao prva supruga bosanskog kralja Stjepana Tomaša, majka zadnjeg bosanskoga kralja Stjepana Tomaševića.
Vojača je bila krstjanka i nije bila plemenitog roda, a neki smatraju da je podrijetlom bila Ramkinja.

## Brak
Za Stjepana Tomaša se udala prije njegovog dolaska na prijestolje i to po bogumilskom obredu (takozvanom "običaju domovine"), što znači se Tomaš obavezao da će joj biti vjeran sve dok mu ona bude "dobra i vjerna". Sa Stjepanom Tomašem Vojača je imala sina, Stjepana Tomaševića. Također neki smatraju da je Vojača s Tomašem imala još dva sina:
- sin, koji je 1462. god. umro na otoku Mljetu
- sin, za kojeg se ne zna ni da li je postojao.
- Stefania Kotromanić, koja se 1451. godine udala za ugarskog vojvodu Stjepana
- kći, koja se također udala 1451. godine

### Kraljica
Nakon što je Stjepan Tomaš proglašen kraljem Bosne, Vojača je postala kraljica Bosne. Međutim, nije bila smatrana podobnom za titulu bosanske kraljice pošto je moćno plemstvo nije željelo prihvatiti kao takvu, pa je Stjepan Tomaš stoga tražio ženu višeg roda. Iako je Vojačin brak sa Stjepanom Tomašem u Katoličkoj crkvi, kojoj je Stjepan Tomaš sada pripadao, smatran nevažećim, ipak se smatrao nekom vrstom predbračnog ugovora, te je papa Eugen IV. morao poništiti taj "ugovor" kako bi se Stjepan Tomaš mogao ponovo oženiti. Poništenje je izdato 29. svibnja 1445. godine. Stjepan Tomaš je zatim oženio Katarinu Kosaču, kćer herceg Stjepana Vukčića Kosače.

## Nakon poništenja braka
Po poništenju braka Vojača se vjerojatno sklonila u samostan kao što su to često radile i bivše kraljice u ostatku Europe.
Vojačin sin, Stjepan Tomašević, je nakon smrti Stjepana Tomaša postao posljednji bosanski kralj. Prema Dominiku Mandiću, Vojača je umrla prije nego što je njen sin postao kralj. Posljednji spomen Vojače je u kasnu jesen 1446. godine kao jedna od nekoliko ljudi koji putuju preko Popovog polja.

## Poveznice
- Vitača